# Уго Сотіль
Уго Сотіль (ісп. Hugo Sotil; 8 березня 1949, Іка — 30 грудня 2024) — перуанський футболіст, що грав на позиції півзахисника, нападника.
Виступав, зокрема, за «Депортіво Мунісіпаль» та «Барселону», а також національну збірну Перу в її «золотий період» — на двох чемпіонатах світу 1970 і 1978 років, а також на переможному Кубку Америки 1975 року.
Поряд з Теофіло Кубільясом і Ектором Чумпітасом входить до числа найкращих футболістів в історії збірної Перу.

## Клубна кар'єра
Уго Сотіль дебютував у дорослому футболі в 1968 році, і в перший же сезон допоміг столичному клубу «Депортіво Мунісіпаль» вийти у вищий дивізіон перуанського футболу, а загалом у команді провів шість сезонів, взявши участь у 121 матчі чемпіонату.
Своєю грою за цю команду привернув увагу представників тренерського штабу клубу «Барселона», до складу якого приєднався 1973 року. Він відзначився забитим голом вже в першому своєму матчі за «Барсу» у грі проти гладбаської «Боруссії» (2:2, перемога по пенальті 5:3), здобувши і перший трофей — Кубок Жоана Гампера. У новій команді перуанець подружився з партнером по півзахисту Йоганом Кройфом, однак в «Барселоні» Сотіль частіше використовувався як нападник і 1974 року став чемпіоном країни (до цього «Барселона» не могла виграти першість країни протягом 14 років). Крім того в тому сезоні 1973/74 «Барселона» виграла на Сантьяго Бернабеу у мадридського «Реала», свого головного ворога, з рахунком 5:0, а Сотіль забив п'ятий гол у тій грі.
Втім перед сезоном 1974/75 до команди прийшов нідерландець Йоган Нескенс, який зайняв одну з двох квот, зарезервованих для іноземного футболіста (інша залишалась за Кройфом), що призвело до виключення перуанця із складу першої команди. Керівництво клубу намагалось отримати для перуанця подвійне громадянство, але це зайняло тривалий час — до 20 серпня 1975 року, через що Уго Сотіль не зіграв жодного матчу Прімери в сезоні 1974/75, через що у перуанця виникли проблеми з алкоголем і він не міг більше демонструвати колишнього рівня гри. В результаті після повернення на поле Сотіль вже не нагадував себе колишнього і останню гру за «Барсу» провів 4 листопада 1976 року у Кубку УЄФА проти бельгійського «Локерена» (1:2), а вже в кінці року покинув команду. Загалом за 4 роки, проведені в Іспанії, Сотіль чотири рази вигравав Кубок Жоана Гампера, доходив до фіналу Кубка Іспанії та виборов титул чемпіона Іспанії і зіграв 111 матчів та забив 33 голи в усіх турнірах.

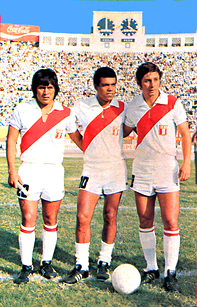
Уго Сотіль, Теофіло Кубільяс і Роберто Чальє у складі збірної Перу на Національному стадіоні в 1973 році.

У 1977 році він повернувся до Перу і грав за «Альянса Ліма», допомігши команді виграти титули чемпіона Перу 1977 і 1978 років, забивши за два сезони 23 гола в 48 матчах чемпіонату і допоміг клубу дійти до півфіналу Кубка Лібертадорес 1978 року, забивши 5 голів у 10 іграх у цьому турнірі.
У 1979 році він переїхав до Колумбії, ставши гравцем «Індепендьєнте Медельїн», але там не мав високої результативності, забивши за два сезони лише 8 голів, після чого повернувся до Перу і грав за клуби «Депортіво Мунісіпаль» та «Лос Еспартанос», а завершив ігрову кар'єру у команді «Депортіво Хунін», за яку виступав протягом 1986 року.

## Виступи за збірну
5 лютого 1970 року дебютував в офіційних матчах у складі національної збірної Перу в товариській грі проти Чехословаччини (0:2). Того ж року у складі збірної був учасником чемпіонату світу 1970 року у Мексиці. У цьому турнірі він зіграв у всіх трьох матчах групового етапу, а також у програному чвертьфіналі проти майбутніх переможців турніру збірної Бразилії (2:4).
Згодом Сотіль виступав за національну збірну Перу на Кубку незалежності Бразилії, який проходив з 18 по 25 червня 1972 року в Бразилії. Він допоміг своїй команді здобути перемогу над Болівією з рахунком 3:0, забивши один з голів, але Перу програло у вирішальній грі своєї групи Югославії з рахунком 1:2 і не вийшло до фінального раунду.
У 1973 році в іспанській Барселоні відбувся матч зірок між збірними Європи і Південної Америки. У ньому брали участь такі великі гравці, як Йоган Кройф, Франц Беккенбауер, Теофіло Кубільяс та інші, а Уго Сотіль забив в тій зустрічі один з голів у складі південноамериканців. Матч закінчився з рахунком 4:4, а в серії післяматчевих пенальті Південна Америка виграла з рахунком 7:6. 26 березня 1975 року Уго взяв участь в прощальному матчі Поля ван Гімста між збірною світу та «Андерлехтом», який закінчився з рахунком 3:8 на користь бельгійської команди.
Пізніше Сотіль привів Перу до перемоги на Кубку Америки 1975 року, що сталось лише вдруге в історії цієї команди і наразі востаннє. Керівництво «Барселони» заборонило Сотілю їхати до Південної Америки і брати участь у турнірі, через що Уго пропустив фактично усі матчі, в яких Перу дісталось до фіналу турніру. Два фінальних матчі з Колумбією не виявили переможця і був призначений додатковий третій на нейтральному полі у Венесуелі. За два дні до цього матчу Сотіль таємно бере таксі до аеропорту «Ель-Прат» і летить у Каракас, прибувши до розташування команди незадовго до початку матчу. Тим не менш незважаючи на тривалий переліт і відсутність зіграності саме Сотіль забив єдиний і переможний гол у тому матчі, принісши перуанцям золоті нагороди турніру.
На чемпіонаті світу 1978 року в Аргентині Сотіль зіграв у чотирьох з шести іграх. Перу зуміла виграти групу, не зазнавши жодної поразки, але у другому груповому етапі виступила вкрай невдало, зазнавши три поразки.
Загалом протягом кар'єри у національній команді, яка тривала 9 років, провів у її формі 62 матчі, забивши 18 голів.

## Статистика виступів

### Статистика клубних виступів
| Клуб                        | Сезон   | Чемпіонат               | Чемпіонат | Чемпіонат | Кубок | Кубок | Континентальні | Континентальні | Інше | Інше  | Всього | Всього |
| Клуб                        | Сезон   | Дивізіон                | Ігор      | Голів     | Ігор  | Голів | Ігор           | Голів          | Ігор | Голів | Ігор   | Голів  |
| --------------------------- | ------- | ----------------------- | --------- | --------- | ----- | ----- | -------------- | -------------- | ---- | ----- | ------ | ------ |
| Депортіво Мунісіпаль        | 1968    | Сегунда Дивізіон        | ?         | 14        | -     | -     | -              | -              | -    | -     | ?      | 14     |
| Депортіво Мунісіпаль        | 1969    | Дессентралісадо         | 18        | 10        | -     | -     | -              | -              | -    | -     | 18     | 10     |
| Депортіво Мунісіпаль        | 1970    | Дессентралісадо         | 26        | 12        | -     | -     | -              | -              | -    | -     | 26     | 12     |
| Депортіво Мунісіпаль        | 1971    | Дессентралісадо         | 30        | 11        | -     | -     | -              | -              | -    | -     | 30     | 11     |
| Депортіво Мунісіпаль        | 1972    | Дессентралісадо         | 29        | 14        | -     | -     | -              | -              | -    | -     | 29     | 14     |
| Всього                      | Всього  | Всього                  | 121       | 57        | -     | -     | -              | -              | -    | -     | 121    | 57     |
| «Барселона»                 | 1973–74 | Ла-Ліга                 | 34        | 10        | 0     | 0     | 2              | 1              | 14   | 6     | 50     | 17     |
| «Барселона»                 | 1974–75 | Ла-Ліга                 | 0         | 0         | 0     | 0     | 0              | 0              | 11   | 4     | 11     | 4      |
| «Барселона»                 | 1975–76 | Ла-Ліга                 | 19        | 2         | 2     | 1     | 5              | 1              | 8    | 2     | 34     | 6      |
| «Барселона»                 | 1976–77 | Ла-Ліга                 | 5         | 1         | 0     | 0     | 3              | 0              | 3    | 1     | 11     | 2      |
| Всього                      | Всього  | Всього                  | 58        | 13        | 2     | 1     | 10             | 2              | 36   | 13    | 96     | 29     |
| «Альянса Ліма»              | 1977    | Дессентралісадо         | 30        | 17        | -     | -     | -              | -              | -    | -     | 30     | 17     |
| «Альянса Ліма»              | 1978    | Дессентралісадо         | 15        | 8         | -     | -     | ~10            | 5              | -    | -     | ~25    | ~13    |
| Всього                      | Всього  | Всього                  | 45        | 25        | -     | -     | ~10            | 5              | -    | -     | ?      | ~30    |
| «Індепендьєнте Медельїн»    | 1979    | Категорія Прімера A     | 22        | 6         | -     | -     | -              | -              | -    | -     | 22     | 6      |
| «Індепендьєнте Медельїн»    | 1980    | Категорія Прімера A     | 10        | 2         | -     | -     | -              | -              | -    | -     | 10     | 2      |
| Всього                      | Всього  | Всього                  | 32        | 8         | -     | -     | -              | -              | -    | -     | 32     | 8      |
| Сентро Депортіво Мунісіпаль | 1981    | Дессентралісадо         | 10        | 4         | -     | -     | -              | -              | -    | -     | 30     | 17     |
| Сентро Депортіво Мунісіпаль | 1982    | Дессентралісадо         | 10        | 3         | -     | -     | ~6             | 0              | -    | -     | ~16    | 3      |
| Всього                      | Всього  | Всього                  | 20        | 7         | -     | -     | ~6             | 0              | -    | -     | ~26    | 7      |
| «Лос Еспартанос»            | 1984    | Дессентралісадо         | ?         | ?         | -     | -     | -              | -              | -    | -     | ?      | ?      |
| «Лос Еспартанос»            | 1985    | Дессентралісадо         | 10        | 4         | -     | -     | -              | -              | -    | -     | 10     | 4      |
| Всього                      | Всього  | Всього                  | ?         | ?         | -     | -     | -              | -              | -    | -     | ?      | ?      |
| «Депортіво Хунін»           | 1986    | Прімера Дивізіон (Перу) | ?         | ?         | -     | -     | -              | -              | -    | -     | ?      | ?      |
| Всього                      | Всього  | Всього                  | ?         | ?         | -     | -     | -              | -              | -    | -     | ?      | ?      |
| Загалом                     | Загалом | Загалом                 | ?         | ?         | ?     | ?     | ?              | 7              | ?    | ?     | ?      | ?      |

### Голи за збірну
| Голи Уго Сотіля за збірну | Голи Уго Сотіля за збірну | Голи Уго Сотіля за збірну                 | Голи Уго Сотіля за збірну | Голи Уго Сотіля за збірну | Голи Уго Сотіля за збірну | Голи Уго Сотіля за збірну   |
|                           | Дата                      | Місце                                     | Суперник                  | Рахунок                   | Результат                 | Турнір                      |
| ------------------------- | ------------------------- | ----------------------------------------- | ------------------------- | ------------------------- | ------------------------- | --------------------------- |
| 1.                        | 7 лютого 1970             | Ліма (Перу)                               | Чехословаччина            | 1-0                       | 2-1                       | Товариський матч            |
| 2.                        | 21 лютого 1970            | Національний стадіон, Ліма (Перу)         | Болгарія                  | 1-0                       | 1-3                       | Товариський матч            |
| 3.                        | 24 лютого 1970            | Національний стадіон, Ліма (Перу)         | Болгарія                  | 1-1                       | 5-3                       | Товариський матч            |
| 4.                        | 24 лютого 1970            | Національний стадіон, Ліма (Перу)         | Болгарія                  | 4-3                       | 5-3                       | Товариський матч            |
| 5.                        | 24 лютого 1970            | Національний стадіон, Ліма (Перу)         | Болгарія                  | 5-3                       | 5-3                       | Товариський матч            |
| 6.                        | 22 квітня 1970            | Ліма (Перу)                               | Іспанія                   | 2-0                       | 3-0                       | Товариський матч            |
| 7.                        | 11 лютого 1971            | Estadio Nacional, Ліма (Перу)             | Південна Корея            | 4-0                       | 4-0                       | Товариський матч            |
| 8.                        | 11 серпня 1971            | Estadio Nacional, Ліма (Перу)             | Чилі                      | 1-0                       | 1-0                       | Товариський матч            |
| 9.                        | 11 червня 1972            | «Белфорд Дуарте», Куритиба (Бразилія)     | Болівія                   | 3-0                       | 3-0                       | Кубок незалежності Бразилії |
| 10.                       | 4 березня 1973            | Ліма (Перу)                               | Гватемала                 | 4-0                       | 5-1                       | Товариський матч            |
| 11.                       | 24 березня 1973           | Ліма (Перу)                               | Болівія                   | 2-0                       | 2-0                       | Товариський матч            |
| 12.                       | 28 березня 1973           | Ліма (Перу)                               | Парагвай                  | 1-0                       | 1-0                       | Товариський матч            |
| 13.                       | 29 квітня 1973            | Національний стадіон, Ліма (Перу)         | Чилі                      | 1-0                       | 2-0                       | Відбір на ЧС-1974           |
| 14.                       | 29 квітня 1973            | Національний стадіон, Ліма (Перу)         | Чилі                      | 2-0                       | 2-0                       | Відбір на ЧС-1974           |
| 15.                       | 28 жовтня 1975            | Олімпійський стадіон, Каракас (Венесуела) | Колумбія                  | 1-0                       | 1-0                       | Кубок Америки 1975          |
| 16.                       | 9 лютого 1977             | Ліма (Перу)                               | Угорщина                  | 3-1                       | 3-2                       | Товариський матч            |
| 17.                       | 26 березня 1977           | Національний стадіон, Ліма (Перу)         | Чилі                      | 1-0                       | 2-0                       | Відбір на ЧС-1978           |
| 18.                       | 26 травня 1977            | Порт-о-Пренс (Гаїті)                      | Гаїті                     | 0-1                       | 1-2                       | Товариський матч            |

## Титули і досягнення

### Командні
- Чемпіон Іспанії (1):

«Барселона»: 1973/74
- Чемпіон Перу (2):

«Альянса Ліма»: 1977, 1978
- Переможець Кубка Америки: 1975

### Особисті
- Футболіст року в Перу: 1973, 1974